# جنید شیرازی
معین‌الدین ابوالقاسم جنید شیرازی از عرفاً و شعرا و نویسندگان نامی سده هفتم هجری قمری است. وی از خاندان‌های مشهور شیراز بود که بسیاری از علما و وعاظ از آن برخاستند. نیکان وی از احفاد ربیعه از فرزندان عمر خلیفهٔ دوم بودند و خستین کسی که از خاندان او به شیراز آمد، جد پنجم او زین‌الدین مظفر بن روز بهان بود. پدرش نجم‌الدین ابوالفتخ محمود نیز از علمای دانشمند و عرفای صاحب مسند عهد خویش بود. او مانند اجداد خویش در جامع عتیق به وعظ و تذکیر اشتغال داشت و بهترین اثر وی «شَدّالازار فی حطّ الاوزار عن زُوار المزار» یا به اختصار شدالازار است که راهنمایی برای زیارت مقابر بزرگان شیراز است و شامل ترجمه احوال ۳۱۵ تن از معاریف شیراز تا روزگار تألیف کتاب است. این کتاب به هفت نوبت تقسیم شده‌است تا زائرین در هر روز هفته به زیارت یک قسمت از مقابر بروند. عیسی بن جنید فرزند جنید شیرازی، شدالازار را به فارسی به نام هزار مزار ترجمه کرد که دو بار به وسیله کتابخانه احمدی شیراز به چاپ رسیده‌است. معیدالدین جنید به عربی و فارسی شعر می‌گفت و از وی دیوان شعری نیز بجای مانده‌است که قسمتی از آن به وسیلهٔ مرحوم سعید نفیسی تصحیح و به چاپ رسیده‌است. تاریخ دقیق مرگ وی مشخص نیست در آثار عجم این تاریخ ۸۰۰ هجری قمری آمده‌است.